# Мартін Кносп
Мартін Кносп (нім. Martin Knosp; нар. 7 жовтня 1959, Ренхен, Баден-Вюртемберг) — західнонімецький борець вільного стилю, чемпіон, срібний та бронзовий призер чемпіонатів світу, дворазовий чемпіон, дворазовий срібний та дворазовий бронзовий призер чемпіонатів Європи, срібний призер Олімпійських ігор.

## Життєпис
Мартін Кносп став срібним призером Олімпіади в Лос-Анджелесі 1984 року в напівсередній вазі, поступившись у фіналі господарю Олімпіади Дейву Шульцу. Він був переможцем чемпіонату світу в 1981 році, віце-чемпіоном у 1979 році та третім у 1983 році. Він також був чемпіоном Європи у 1980 та 1982 роках, віце-чемпіоном у 1979 та 1984 роках та третім у 1981 та 1985 роках.
Кносп виграв десять національних титулів поспіль у 1977-86 роках.
Будучи бізнесменом за освітою, Кносп працював державним службовцем у районній конторі Ортенау. Він також займався боротьбою як спортивний адміністратор і став президентом клубу «Südbadischer Ringer Verband».

### Родина
Молодший брат Мартіна Ервін Кносп також був членом збірної Західної Німеччини з боротьби, учасником чемпіонатів світу, Європи та Олімпійських ігор 1984 року у ваговій категорії до 57 кг. Син Мартіна Томас також став успішним борцем.

## Спортивні результати на міжнародних змаганнях

### Виступи на Олімпіадах
| Змагання                    | Збірна    | Вагова категорія          | Місце  |
| --------------------------- | --------- | ------------------------- | ------ |
| Літні Олімпійські ігри 1984 | Німеччина | вільна боротьба, до 74 кг | Срібло |

### Виступи на Чемпіонатах світу
| Змагання                        | Збірна    | Вагова категорія          | Місце  |
| ------------------------------- | --------- | ------------------------- | ------ |
| Чемпіонат світу з боротьби 1978 | Німеччина | вільна боротьба, до 74 кг | 6      |
| Чемпіонат світу з боротьби 1979 | Німеччина | вільна боротьба, до 74 кг | Срібло |
| Чемпіонат світу з боротьби 1981 | Німеччина | вільна боротьба, до 74 кг | Золото |
| Чемпіонат світу з боротьби 1982 | Німеччина | вільна боротьба, до 74 кг | 11     |
| Чемпіонат світу з боротьби 1983 | Німеччина | вільна боротьба, до 74 кг | Бронза |

### Виступи на Чемпіонатах Європи
| Змагання                         | Збірна    | Вагова категорія          | Місце  |
| -------------------------------- | --------- | ------------------------- | ------ |
| Чемпіонат Європи з боротьби 1979 | Німеччина | вільна боротьба, до 74 кг | Срібло |
| Чемпіонат Європи з боротьби 1980 | Німеччина | вільна боротьба, до 74 кг | Золото |
| Чемпіонат Європи з боротьби 1981 | Німеччина | вільна боротьба, до 74 кг | Бронза |
| Чемпіонат Європи з боротьби 1982 | Німеччина | вільна боротьба, до 74 кг | Золото |
| Чемпіонат Європи з боротьби 1984 | Німеччина | вільна боротьба, до 74 кг | Срібло |
| Чемпіонат Європи з боротьби 1985 | Німеччина | вільна боротьба, до 74 кг | Бронза |

### Виступи на інших змаганнях
| Змагання                                      | Збірна    | Вагова категорія          | Місце  |
| --------------------------------------------- | --------- | ------------------------- | ------ |
| Гран-прі Німеччини з боротьби 1975            | Німеччина | вільна боротьба, до 62 кг | 5      |
| Гран-прі Німеччини з боротьби 1977            | Німеччина | вільна боротьба, до 68 кг | Золото |
| Гран-прі Німеччини з боротьби 1978            | Німеччина | вільна боротьба, до 74 кг | Бронза |
| Гран-прі Німеччини з боротьби 1979            | Німеччина | вільна боротьба, до 74 кг | Срібло |
| Чемпіонат Європейського ринку з боротьби 1979 | Німеччина | вільна боротьба, до 74 кг | Золото |
| Гран-прі Німеччини з боротьби 1981            | Німеччина | вільна боротьба, до 74 кг | Срібло |
| Чемпіонат Європейського ринку з боротьби 1981 | Німеччина | вільна боротьба, до 82 кг | Золото |
| Гран-прі Німеччини з боротьби 1983            | Німеччина | вільна боротьба, до 74 кг | Срібло |
| Гран-прі Німеччини з боротьби 1984            | Німеччина | вільна боротьба, до 74 кг | 6      |
| Гран-прі Німеччини з боротьби 1985            | Німеччина | вільна боротьба, до 74 кг | Золото |
| Суперчемпіонат світу з боротьби 1985          | Німеччина | вільна боротьба, до 74 кг | Срібло |

### Виступи на змаганнях молодших вікових груп
| Змагання                                      | Збірна    | Вагова категорія          | Місце  |
| --------------------------------------------- | --------- | ------------------------- | ------ |
| Чемпіонат Європи з боротьби серед молоді 1978 | Німеччина | вільна боротьба, до 74 кг | Золото |
| Чемпіонат світу з боротьби серед юніорів 1977 | Німеччина | вільна боротьба, до 74 кг | Бронза |